# Surfin' Safari
Albums de The Beach Boys
Surfin' U.S.A.
(1963)
Singles
1. Surfin'
Sortie : novembre 1961
2. Surfin' Safari
Sortie : 4 juin 1962
3. Ten Little Indians
Sortie : 26 novembre 1962

Surfin' Safari est le premier album studio du groupe américain The Beach Boys, sorti en 1962.

## Liste des titres

### Face 1
1. Surfin' Safari (Brian Wilson, Mike Love) – 2:05
2. County Fair (Brian Wilson, Gary Usher) – 2:15
3. Ten Little Indians (Brian Wilson, Gary Usher) – 1:26
4. Chug-A-Lug (Brian Wilson, Gary Usher, Mike Love) – 1:59
5. Little Girl (You're My Miss America) (Vincent Catalano, Herb Alpert) – 2:04
6. 409 (Brian Wilson, Gary Usher) – 1:59

### Face 2
1. Surfin' (Brian Wilson, Mike Love) – 2:10
2. Heads You Win - Tails I Lose (Brian Wilson, Gary Usher) – 2:17
3. Summertime Blues (Eddie Cochran, Jerry Capehart) – 2:09
4. Cuckoo Clock (Brian Wilson, Gary Usher) – 2:08
5. Moon Dawg (Derry Weaver) – 2:00
6. The Shift (Brian Wilson, Mike Love) – 1:52

### Titres bonus
Surfin' Safari a été réédité au format CD en 1990 avec Surfin' U.S.A.. Cette édition remasterisée comprend trois titres bonus :
1. The Baker Man (Brian Wilson) - 2:36
2. Land Ahoy (Brian Wilson) - 1:39

## Musiciens
- Brian Wilson : chant, chœurs, basse, orgue
- Carl Wilson : chant, chœurs, guitare principale
- Dennis Wilson : chant, chœurs, batterie
- Mike Love : chant, chœurs
- Al Jardine : chant, chœurs, basse
- David Marks : chant, chœurs, guitare rythmique
- Nick Venet : chœurs, guitare